# Husice parníková
Kachyně parníková nebo také husice parníková (Tachyeres pteneres) je vrubozobý pták žijící v Patagonii a na Ohňové zemi. Je to robustní vodní pták dlouhý okolo 80 cm, samci váží okolo 6 kg a samice 5 kg. Kvůli vysoké hmotnosti a poměrně malým křídlům nemůže létat. Název má podle toho, že při plavání připomínají pohyby nohou kolesový parník. Potravu husic parníkových tvoří převážně drobní korýši a měkkýši, za nimiž se potápějí i do značných hloubek. Jsou známy jako teritoriální ptáci, každý pár tvrdě brání své hnízdiště. Vejce nebo malá housata se mohou stát kořistí karančů nebo chaluh. Od ledna 2024 je tento druh chován v Zoo Praha. V září 2024 dostal mladý chovný pár jména Vltava a Vyšehrad podle kolesových parníků obsluhujících výletní lodní dopravu v Praze.